# Domicella
Domicella ist eine italienische Gemeinde mit 1830 Einwohnern (Stand 31. Dezember 2023) in der Provinz Avellino in der Region Kampanien.

## Geografie
Die Nachbargemeinden sind Carbonara di Nola (NA), Lauro, Liveri (NA), Marzano di Nola, Pago del Vallo di Lauro, Palma Campania (NA). Die Ortsteile lauten Casamanzi und Casole.

## Infrastruktur

### Straße
- Autobahnausfahrt Palma Campania A30 Caserta-Salerno
- über A30 A16 Neapel-Canosa
- Via Appia
- Staatsstraße Nola-Sant'Egidio del Monte Albino

### Bahn
- Der nächste Bahnhof ist Palma-San Gennaro an der Bahnstrecke Salerno-Caserta.

### Flug
- Flughafen Neapel